# ۱۹ قیفاووس
۱۹ قیفاووس یک ستاره است که در صورت فلکی قیفاووس قرار دارد.